# Der Ehekäfig
Der Ehekäfig (Originaltitel „La cage“) ist ein französischer Spielfilm aus dem Jahre 1975. Das Psychodrama auf der Grundlage eines Bühnenstücks von Jack Jacquine wurde in Form eines Kammerspiels von Pierre Granier-Deferre inszeniert.

## Handlung
Hélène und Julien befinden sich in den mittleren Jahren. Sie haben eine Ehe geführt, die in die Brüche ging. Hélène, die von Julien verlassen wurde, hat die Trennung nie verkraftet und begriffen.
Sie baut ein Verlies in einem Landhaus und lädt Julien zu einem Gespräch ein. Als er das Haus betritt, stürzt er durch eine Falltür in den Keller. Dort findet er sich in dem Verlies wieder. Hélène zwingt Julien, mit ihr zu reden. Beide reden über ihre Ehe und es wird immer deutlicher, welche psychischen Probleme die labile Hélène hat. Julien versucht einerseits wichtige Probleme zu umgehen, andererseits Hélène zur Vernunft zu bringen, damit sie ihn freilässt. Hélène, die die Schuld für das Scheitern der Ehe nicht bei sich sucht, versucht Julien schließlich zu vergasen. Sie hatte zu diesem Zweck bereits eine Vorrichtung eingebaut. In Todesangst schafft es Julien schließlich, sich zu befreien. Ein Postbote betätigt die Türklingel und löst damit eine Gasexplosion aus, die das Haus zerstört. Julien und Hélène überleben dieses Ereignis jedoch.
Ob Julien Hélène verzeihen wird, bleibt unklar.

## Kritik
„Zu seicht umgesetzt“

„Ein blöder Plot“

„Der Film scheitert – trotz vorzüglicher Darsteller – am absurden Ausgangspunkt und an mangelndem Tiefgang“